# Forcipomyia nepala
Forcipomyia nepala är en tvåvingeart som först beskrevs av Yu 2000.  Forcipomyia nepala ingår i släktet Forcipomyia och familjen svidknott.
Artens utbredningsområde är Nepal. Inga underarter finns listade i Catalogue of Life.